# Pedaliodes hewitsoni
Pedaliodes hewitsoni är en fjärilsart som beskrevs av Otto Staudinger 1897. Pedaliodes hewitsoni ingår i släktet Pedaliodes och familjen praktfjärilar. Inga underarter finns listade i Catalogue of Life.

## Bildgalleri

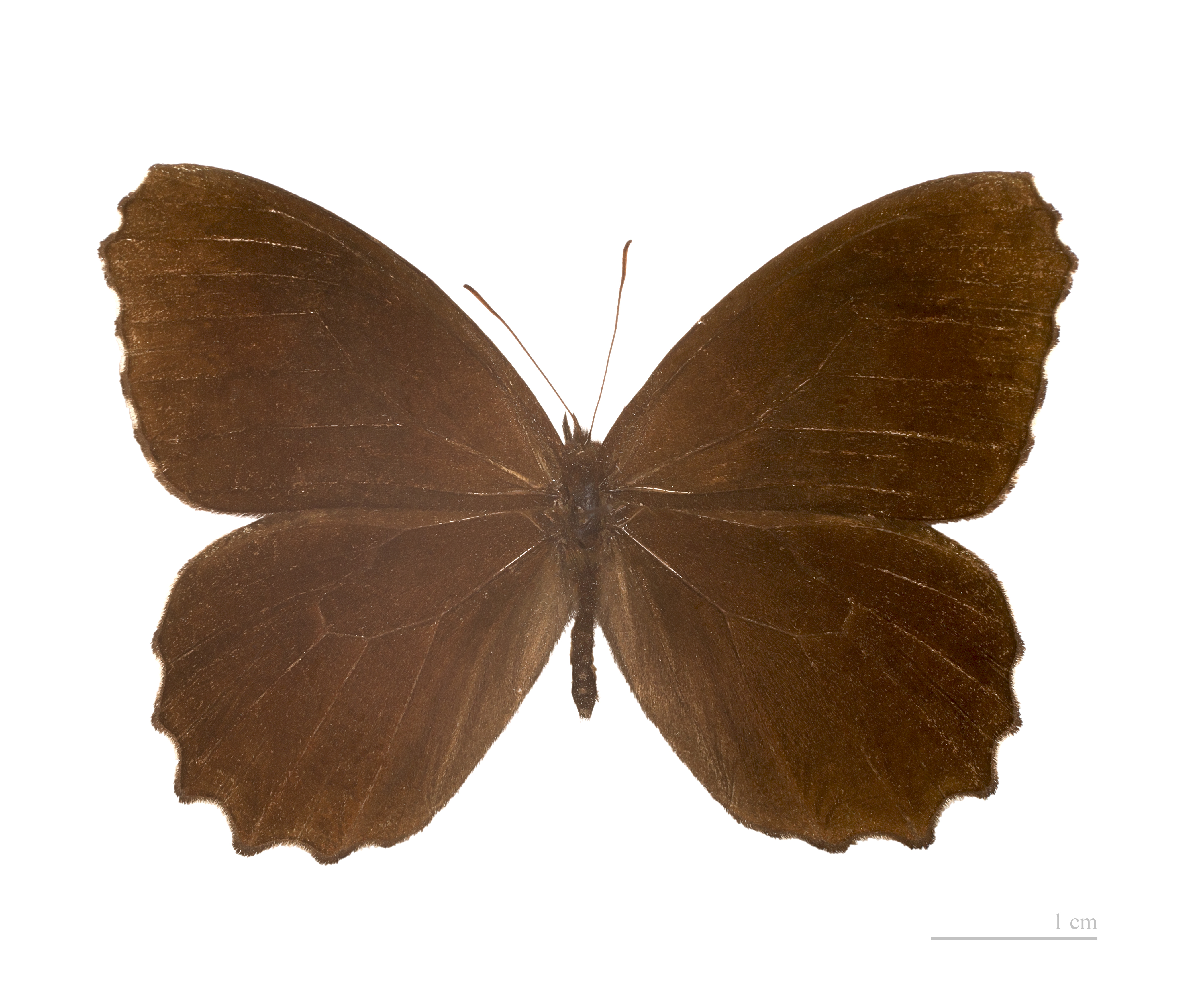
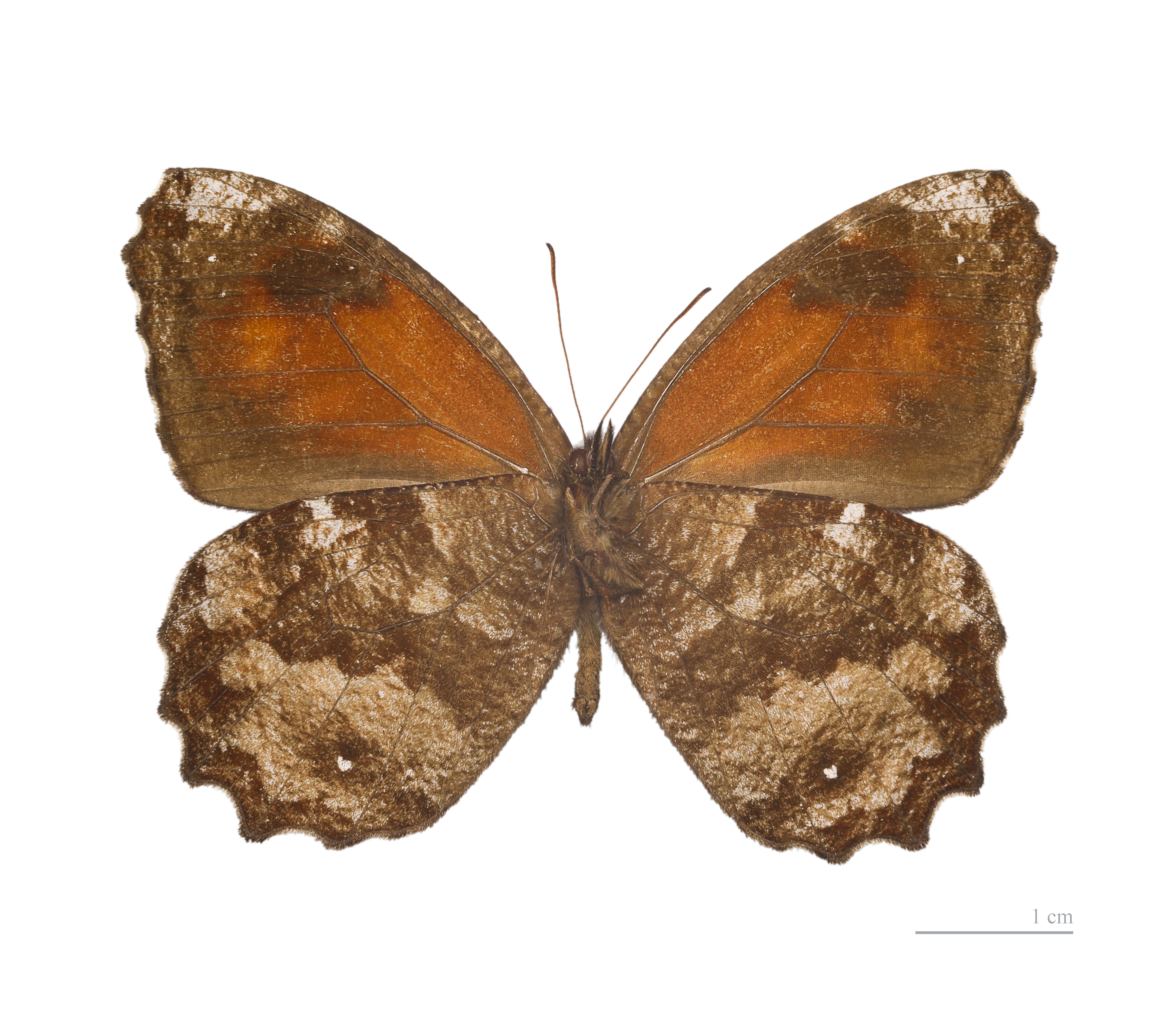
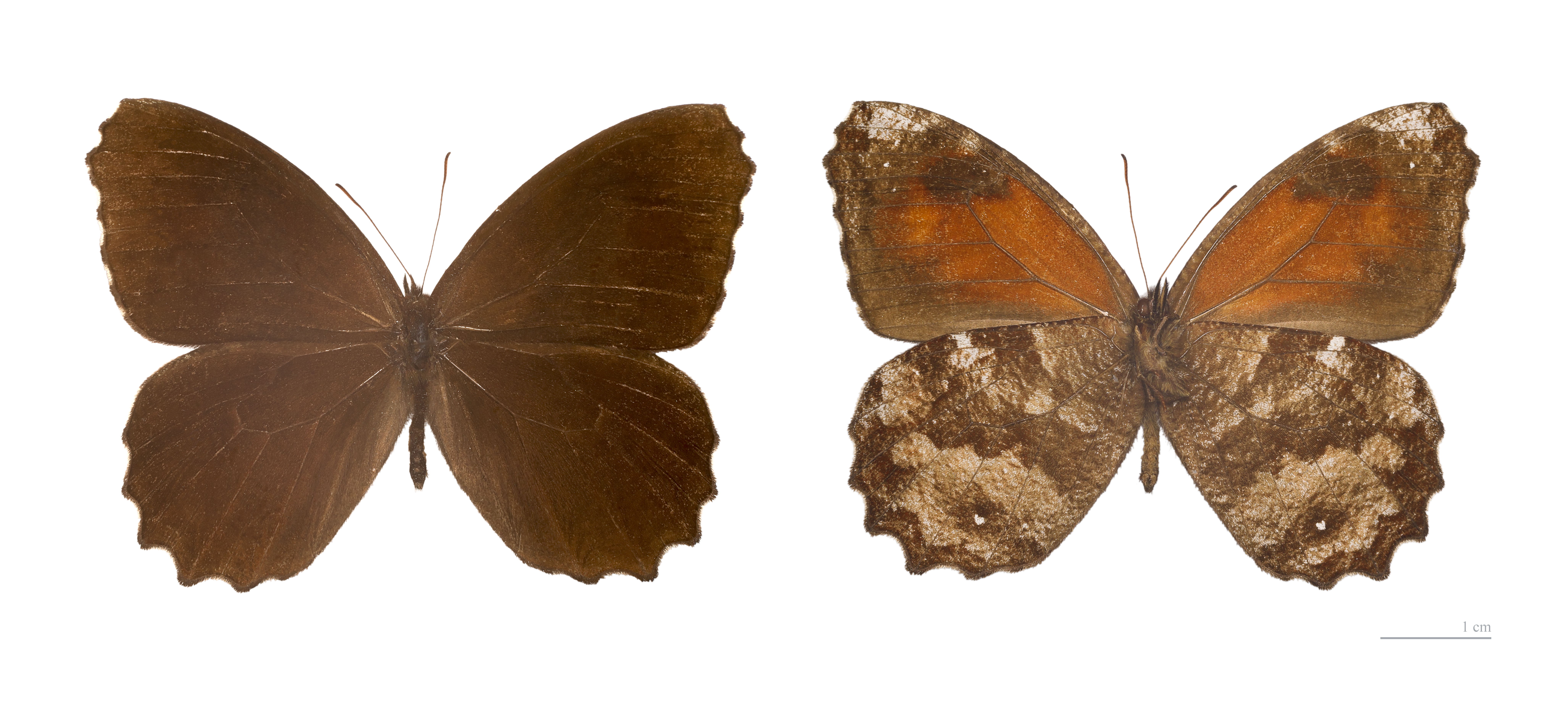